# Иванов, Пётр Анисимович
Пётр Анисимович Иванов (1884—1949) — пролетарский писатель, активный во второй половине 1920-х годов.

## Биография
Пётр Иванов родился в семье железнодорожного слесаря в Ростове-на-Дону. С 16 лет он начал работать на заводе..
В возрасте 17-ти лет вступил в кружок организации учащихся средних школ Южно-русской социал-демократической группы. Член РСДРП(б) с 1901 года. В 1902 году принимал участие в Ростовской стачке. С мая 1903 года — член Донского комитета РСДРП(б). 8 сентября 1903 года выступил с речью на сходке организации Южно-русской группы по поручению Донского комитета РСДРП(б), после которой был тут же арестован. В 1904 году дважды арестовывался и находился в заключении. В июле 1904 года бежал на Кубань, где некоторое время нелегально работал членом Кубанского областного комитета. Вернувшись в Ростов, был опять арестован и находился в заключении.
18 января 1905 года по обвинению в организации забастовки Владикавказских мастерских был арестован. 14 апреля 1905 года был арестован повторно. Также арестовывался 22 сентября 1905 года (благодаря Манифесту 17 октября был 22 октября 1905 выпущен на свободу). Будучи членом Совета рабочих депутатов и членом Донского комитета, принимал активное участие как в организации, так и в самом вооружённом восстании 1905 года. В апреле 1906 года был опять арестован и выслан в город Туринск Тобольской губернии. В июле 1906 бежал из ссылки в Румынию, а оттуда отправился в Париж, но в ноябре 1906 года на границе был задержан и препровожден в ссылку. В 1908 году вновь бежал, но был пойман в Вильно. В 1909 году два месяца находился в заключении по распоряжению Тобольского губернатора.
В 1910 году вернулся из ссылки в Ростов, где работал слесарем на фабрике по изготовлению кроватей. В том же году вышел из состава РСДРП(б). С 1911 по 1914 годы был агентом по распространению книг издательства «Просвещение». Разъезжал по Донской и Кубанской областям, а также по Черноморскому побережью и распространял буквари и школьные учебники. В годы Первой мировой войны работал на оборонных заводах Нобеля.
В Февральскую революцию вёл агитацию в казармах, захватывал оружие в пакгаузах и занимался вооружение рабочих и солдат. В 1918 году был командирован председателем Петроградского исполкома В. Володарским в Крым особо-уполномоченным по продовольствию. 20 февраля 1918 П. А. Иванов прибыл в Феодосию. В том же году принимал участие в подавлении в Феодосии белогвардейского мятежа «Союза Георгиевских кавалеров». Был участником Октябрьской революции.
В 1918 году вернулся в Ростов, который в то время был занят Белой армией, где с осени 1918 года по 1920 год работал контролёром на обувной фабрике и держал подпольную конспиративную квартиру (явку). После освобождения Ростова в марте 1920 года Красной армией П. А. Иванов стал работать инспектором Петрокубкоммуны. Вскоре он стал начальником продотряда, участвовал в боях с врангелевским десантом полковника Назарова. Член ВКП(б) с ноября 1920 года.
С декабря 1920 по август 1924 годов — член Донского областного исполкома и управляющий Донской областной рабоче-крестьянской инспекции. Одновременно учился в Ростовском университете, но специальности не получил, отчислившись с первого курса. С августа 1924 года по апрель 1925 года П. А. Иванов работал заместителем председателя ревизионной комиссии Юго-Восточного краевого союза потребительских кооперативов.
В 1925 году переехал в Москву. В том же году начал публиковаться. С 1926 работал в Музее революции научным сотрудником. Также в эти годы П. А. Иванов преподавал в школе на заводе «Серп и Молот». Работал в Главном репертуарном комитете Наркомпроса. В 1934 году получил строгий выговор с предупреждением от Московского городского комитета партии «за зажим самокритики и замазывание ошибок руководства». В конце 1930-х годов работал литконсультантом в издательстве «Художественная литература». В 1939 году покинул Москву, несмотря на то, что имел там отдельную квартиру (3-й дом Совнаркома СССР, Божедомский переулок, дом 1, квартира 1).
С мая 1939 года по 8 июня 1941 года — заведующий музея-усадьбы «Михайловское» в музее-заповеднике А. С. Пушкина в Пушкиногорском районе Псковской области. С сентября 1940 года по 10 июня 1941 года — временно исполняющий обязанности директора музея-заповедника А. С. Пушкина.

## Творчество
В 1925 году из печати вышел роман Иванова «От станка к баррикаде», в котором описывается рабочее движение перед и непосредственно во время Революции 1905 года в России, образование кружков, столкновения рабочих с полицией, сходки, погромы, манифестации и тому подобное. Художественные достоинства этой книги весьма умеренные — фабула произведения отличается примитивностью, язык изложения излишне газетный и содержит штампы. Тем не менее, роман выдержал четыре переиздания.
В 1927 году П. А. Иванов написал роман-продолжение под названием «Сухая гильотина» (эвфемизм «сухая гильотина» использовался для обозначения каторги и ссылки). В 1928 году вышло второе издание романа в несколько переработанном виде.
По мнению современников, творчество Иванова сыграло положительную роль в становлении пролетарской литературы.

## Публикации о П. А. Иванове

### Рецензии на романы
- Нусинова И. [Рецензия на роман от «Станка к баррикаде»]. // «Книгоноша», № 17 (98), 1925 г., стр. 20.[9]
- Дидрикиль Евг. [Рецензия на роман от «Станка к баррикаде»]. // «Октябрь», кн. 7, 1925 г., стр. 155.[9]
- С. П. [Рецензия на роман от «Станка к баррикаде»]. // «Красная Новь», кн. 8, 1925 г., стр. 289.[9]
- [Рецензия на роман от «Станка к баррикаде»]. // «Молодая гвардия», кн. 12, 1925 г., стр. 177.[9]
- Рецензия на роман «От станка к баррикаде» (недоступная ссылка). // Ежедневная газета «Коммуна», № 2540 от 7 мая 1925 г. Стр. 4.
- Якубовский Г. Сухая гильотина. [Рецензия] // «Новый мир», № 2, 1927. С. 234.[10]

### О П. А. Иванове и его творчестве
- Осинский Н. Литературные заметки. // "Правда", № 169 от 26 июля 1925 г.[9]
- Владиславлев И. В. Литература великого десятилетия. Т. I. — М.: Гиз, 1928.
- Иванов Пётр Анисимович // Литературная энциклопедия, 1930.
- Пётр Анисимович Иванов. «И. о.» 1940 года. // Тимошенко Д. А. «От судеб защиты нет». Михайловское в 1934—1941 гг. — Псков: Псковская областная типография, 2013. С. 313—329.

### Архивные записи
- Биография коммуниста П. А. Иванова (РГАСПИ, ф. 17, оп. 100, д. 124893).
- Личный листок коммуниста П. А. Иванова (РГАСПИ, ф. 17, оп. 100, д. 124893).
- Архив РАН (СПб), ф. 150, оп. 2, д. 527.